# Merostachys vestita
Merostachys vestita là một loài thực vật có hoa trong họ Hòa thảo. Loài này được McClure & L.B.Sm. mô tả khoa học đầu tiên năm 1967.